# جریان میندانائو

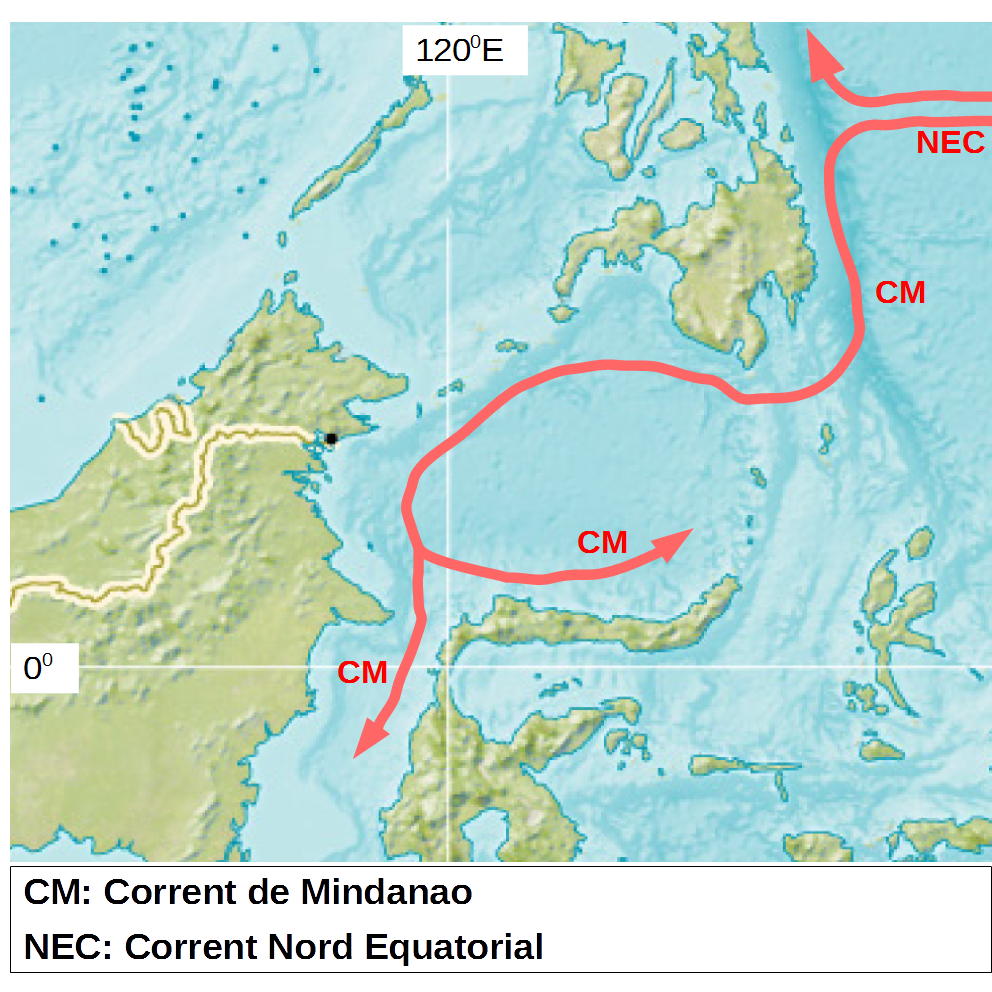
نقشه جریان میندانائو

جریان میندانائو (انگلیسی: Mindanao Current) یک جریان اقیانوسی در امتداد ساحل شرقی جنوب فیلیپین است. این جریان کم‌عرض بوده و از مدار ۱۴ درجه شمالی رو به جنوب تا حدود ۵٬۵ درجه شمالی گردش دارد. جریان میندانائو پیش از ساحل جنوب‌شرقی میندانائو منشعب شده و یکی از شاخه‌های آن به‌صورت چرخندی وارد دریای سلب شده و سپس پادجریان استوایی را تغذیه می‌کند. شاخه دیگر آن نیز مستقیماً و بدون گذر از دریای سلب باعث تقویت پادجریان استوایی می‌شود.